# Айша Оспанбекова
Айша Оспанбекова (каз. Айша Оспанбекова; 1937) — спеціалістка з сільського господарства. Депутат Верховної Ради Казахської РСР (1967).
Після здобуття початкової освіти розпочала свою трудову діяльність молочником у колгоспі імені Леніна, згодом у колгоспі «Красный Восток». Також обиралася депутатом сільської ради (1967—1975) та обласної ради (1963).
Нагороджений кількома медалями. Персональний пенсіонер республіканського значення (1982).